# Hewlett-Packard
HP Inc. (do 1 listopada 2015: Hewlett-Packard Company) – amerykańskie przedsiębiorstwo informatyczne z siedzibą w Palo Alto w Kalifornii, założone w 1939 r. W 2010 roku drugie pod względem obrotów przedsiębiorstwo informatyczne świata. Producent m.in. komputerów osobistych, serwerów, drukarek i urządzeń poligraficznych oraz dostawca usług IT.

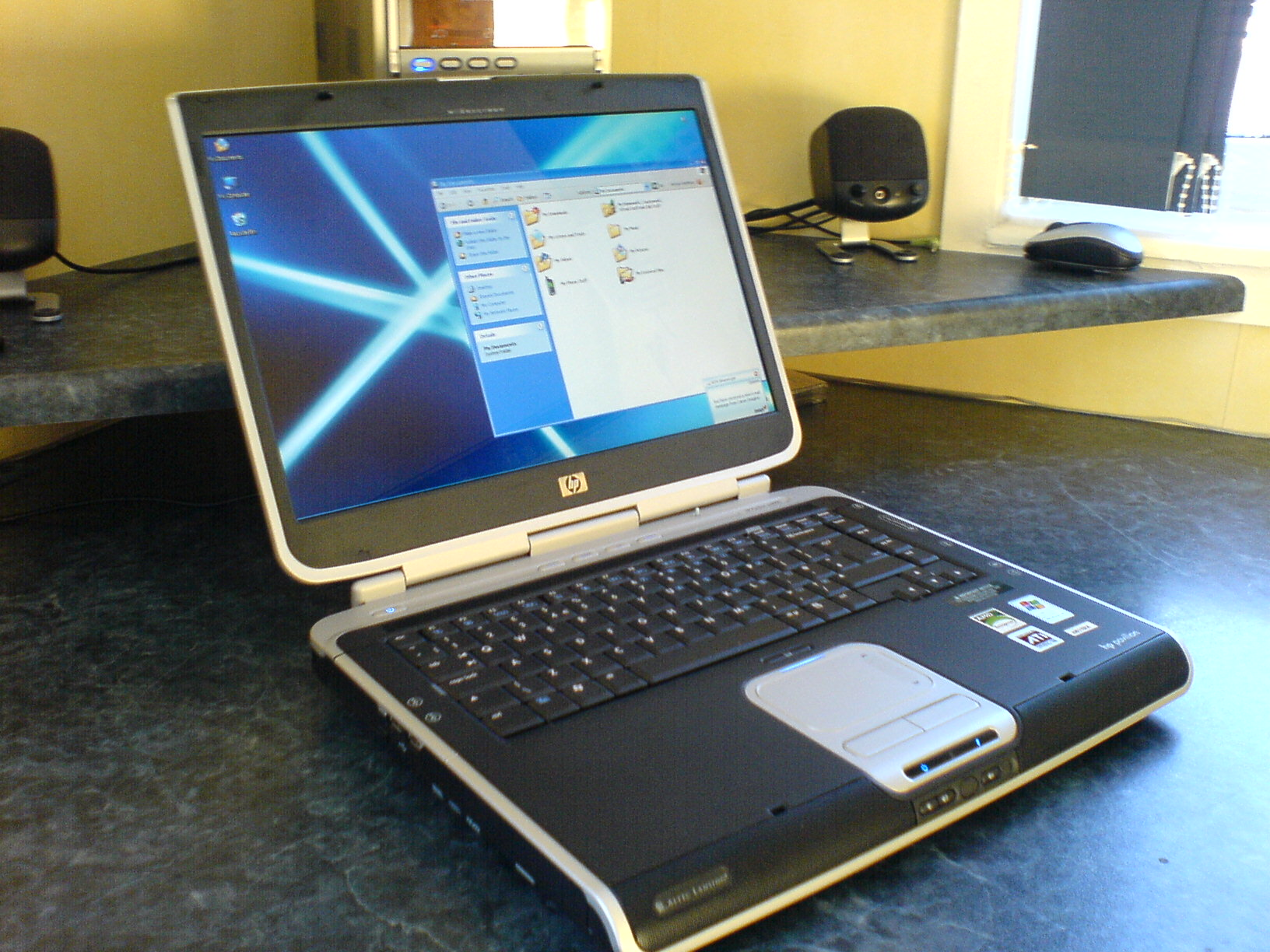
Laptop HP Pavilion

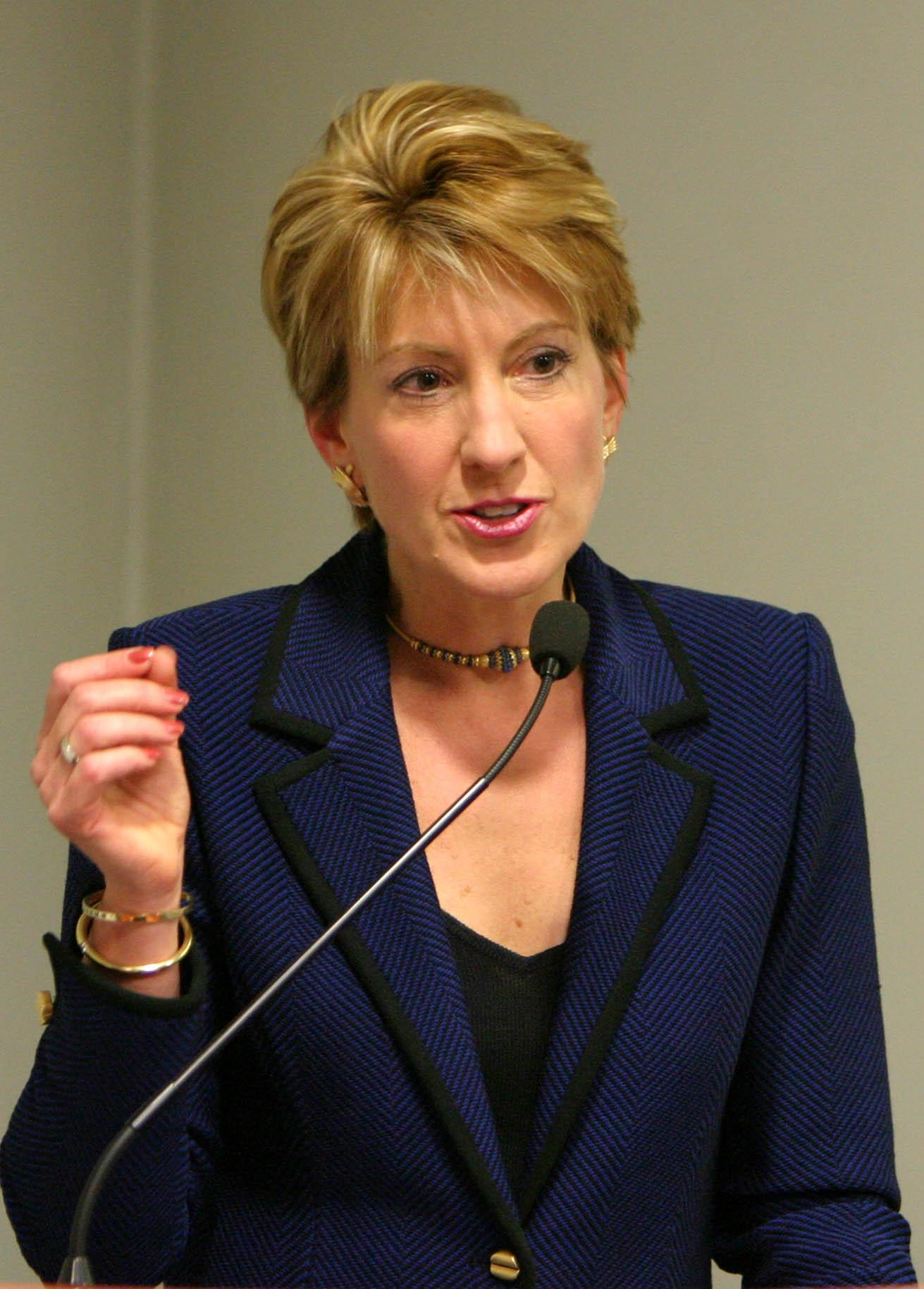
Carly Fiorina – szef HP w latach 1999–2005

W 1999 z HP wyodrębniono działy produkujące elektroniczny sprzęt pomiarowy, podzespoły oraz sprzęt medyczny i naukowy, formując osobną spółkę Agilent Technologies. W 2002 spółka przejęła konkurenta Compaq Computer. W roku 2010 przedsiębiorstwo zatrudniało na całym świecie ok. 324 tys. osób.

## Historia
Przedsiębiorstwo zostało założone w styczniu 1939 roku przez absolwentów Stanford University Billa Hewletta i Dave’a Packarda w garażu (to stało się źródłem legendy „firm, które zaczynały w garażu”) w Palo Alto w Kalifornii w USA (Krzemowa Dolina), gdzie mieści się obecnie główna siedziba spółki. Ich pierwszym produktem był precyzyjny oscylator dźwiękowy, model 200A. Innowacją było użycie jako rezystora żarówki. Pozwoliło to im sprzedawać Model 200A za jedyne 54,40 $, podczas gdy konkurencja mniej stabilne wersje sprzedawała za 200 USD. Jednym z pierwszych klientów był Walt Disney, który kupił osiem sztuk Modelu 200B do testów systemu Fantasound (dźwięku stereofonicznego) przy tworzeniu filmu Fantasia.
Założyciele przedsiębiorstwa oparli jego rozwój na filozofii harmonijnego wzrostu, bezpośrednio powiązanego z najcenniejszym pierwiastkiem, jakim w każdym przedsiębiorstwie są ludzie. „The HP Way”, bo tak nazwali zbiór wartości jakimi posługiwali się przy zarządzaniu przedsiębiorstwem, pokazywał inną drogę budowania wartości firmy. Wraz z pojawieniem się w HP Carly Fioriny – nowego prezesa spółki, stopniowo odchodzono od wartości Hewletta i Packarda, by po połączeniu (de facto było to przejęcie) z Compaq Computer w 2002 roku oficjalnie zdyskredytować i usunąć „The HP Way” jako filozofię działania HP.
Działania Carly Fioriny nie zyskały uznania udziałowców spółki, którzy zmusili ją do rezygnacji w 2005.
Przez wiele lat HP było głównie producentem przyrządów elektronicznych dla producentów elektroniki i ośrodków badawczo-rozwojowych. Produkowano przede wszystkim sprzęt pomiarowy najwyższej klasy: oscyloskopy, woltomierze, analizatory widma, tzw. Network Analysers, różnego rodzaju generatory. Przedsiębiorstwo miało wiele osiągnięć w tej dziedzinie, wprowadziło wiele nowatorskich rozwiązań i opatentowanych wynalazków. Opracowywano sprzęt pomiarowy dla potrzeb techniki wielkich częstotliwości, w tym mikrofal, sprzęt pomiarowy do półprzewodników i układów scalonych.
Istniały osobne działy produkcji: podzespołów mikrofalowych, półprzewodników, w tym układów scalonych i w.cz., mikroprocesorów, optoelektroniki.
Powstały wydziały produkujące: elektroniczny sprzęt medyczny: kardiomonitory, elektrokardiografy itp., sprzęt pomiarowy i analityczny na potrzeby nauki, między innymi spektrometry gazowe, cieczowe, masowe.
Jej klientami były największe laboratoria i ośrodki badawcze, w tym NASA, DARPA, MIT, CERN.
W wyniku działań podjętych przeciw spółce przez władze pod zarzutem praktyk monopolistycznych w 1999 roku doszło do podziału Hewlett Packard i utworzenia Agilent Technologies, który przejął produkcję inną niż komputerowa.

## Pierwsze komputery

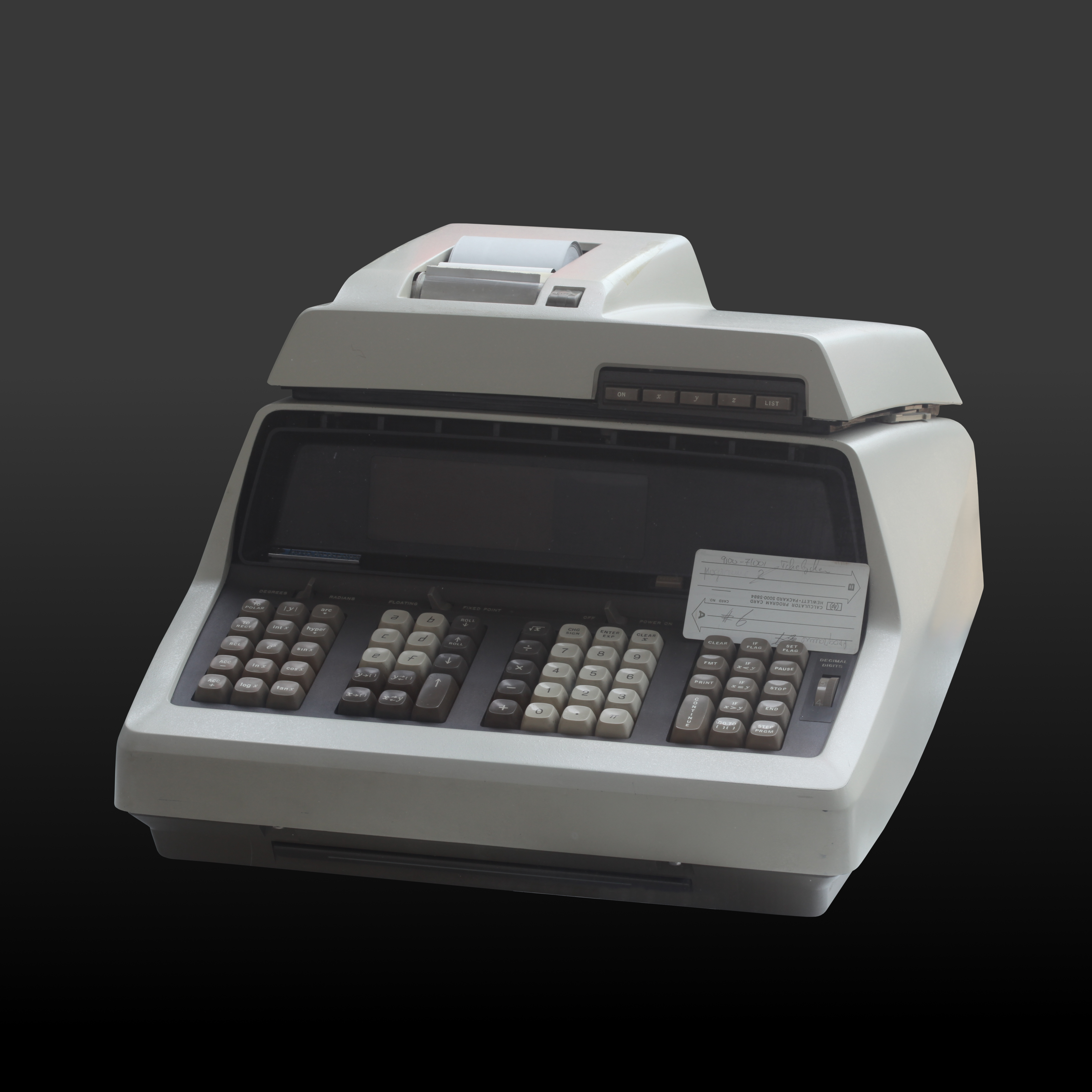
HP9100A

Magazyn Wired uznał HP za twórcę pierwszego komputera osobistego, w 1968 r., Hewlett-Packard 9100A. HP nazwał go wprawdzie kalkulatorem biurkowym, ale jak przyznał Bill Hewlett „Jeżeli nazwalibyśmy go komputerem, nie spodobałoby się to naszym klientom – guru komputerowym, bo nie wyglądał jak IBM”. Osiągnięciem w tamtych czasach było, że układ logiczny (scalony) nie wymagał zastosowania żadnych mikrochipów. Możliwości obliczeniowe i programowalność ówczesnych komputerów były porównywalne do współczesnych zaawansowanych kalkulatorów naukowych. Zestaw wraz z monitorem, drukarką i pamięcią magnetyczną kosztował około 5000 $.
Przedsiębiorstwo zdobyło światowe uznanie dzięki wielu swoim produktom. Stworzyli oni m.in.:

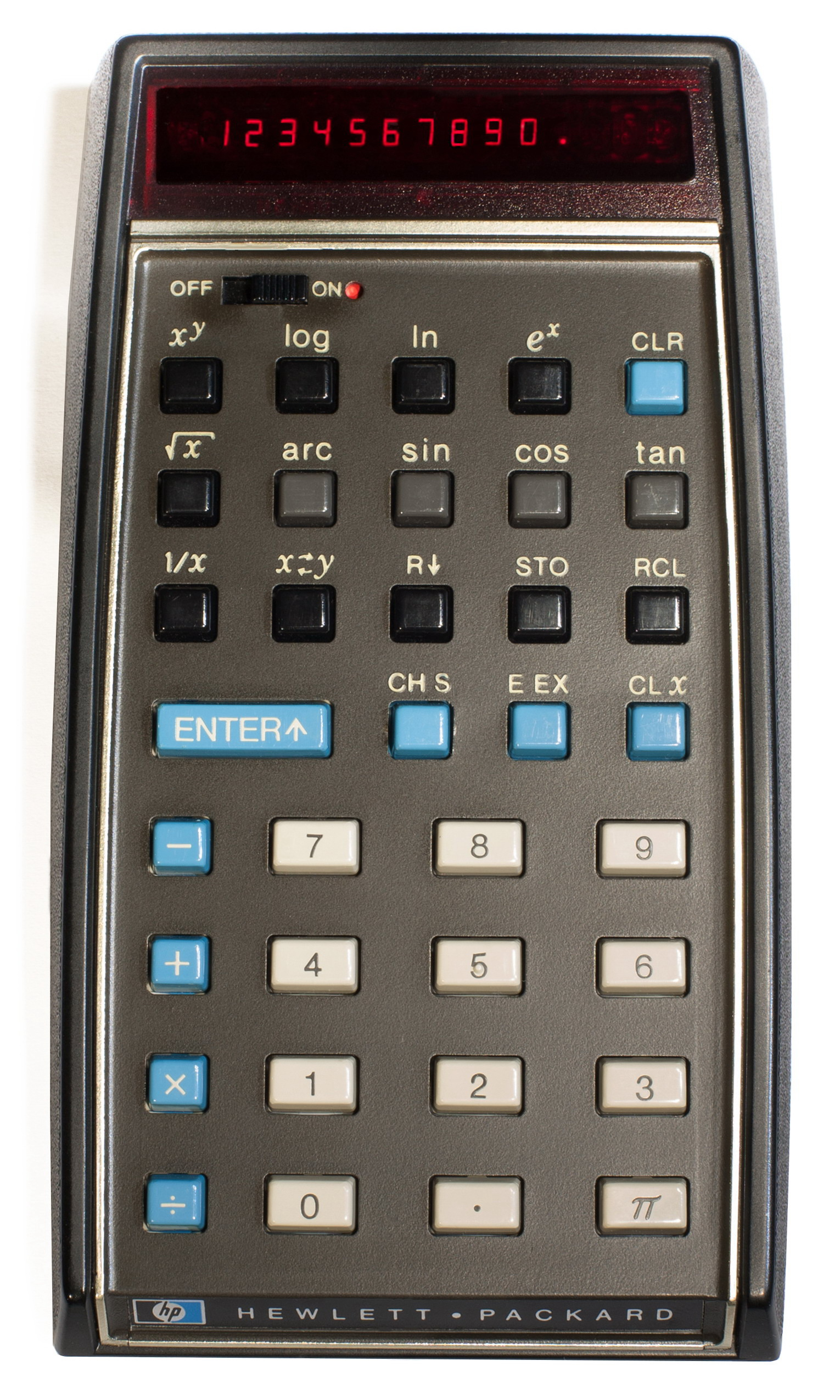
Kalkulator HP-35 z 1972 roku

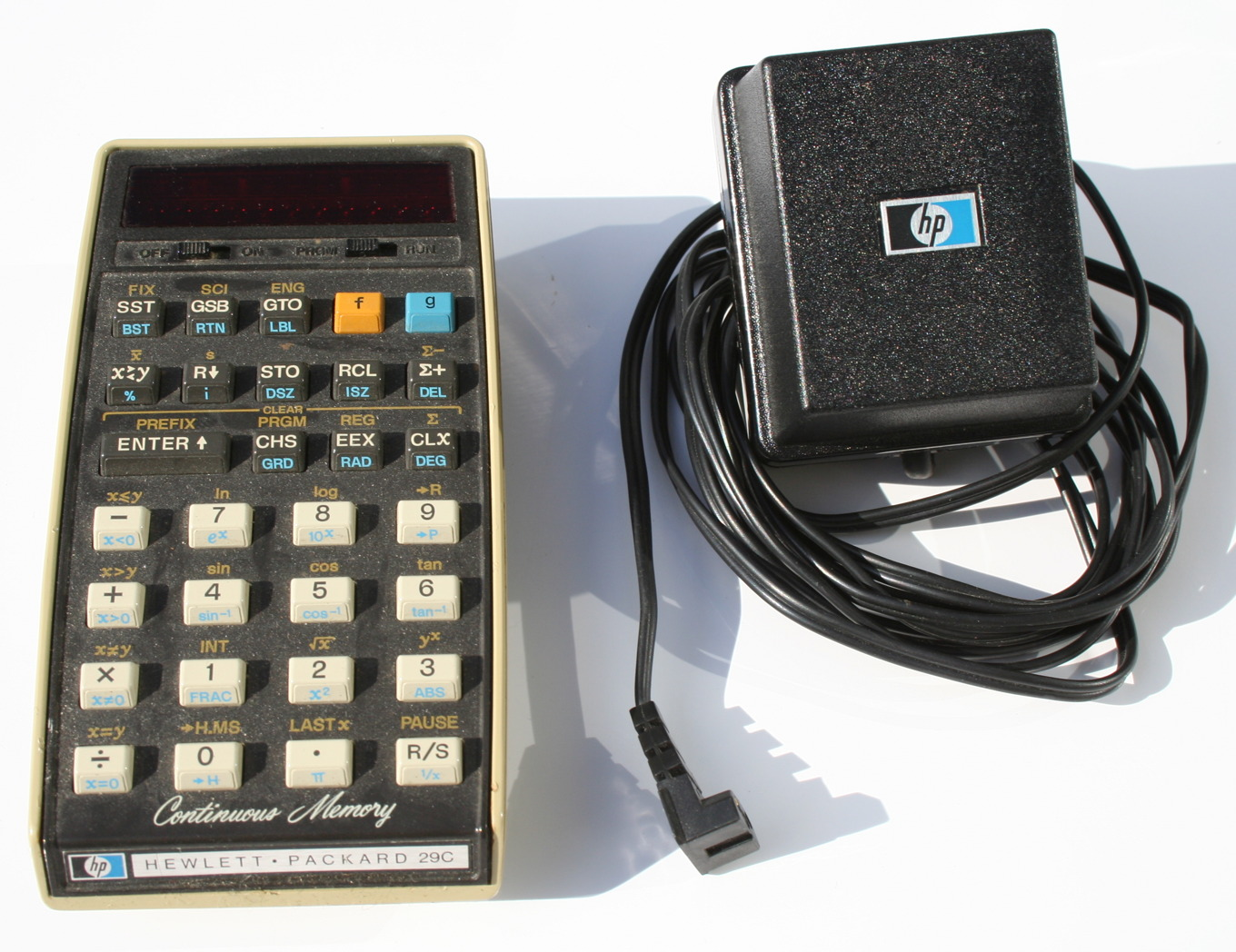
HP 29C

- pierwszy naukowy kalkulator kieszonkowy, HP-35 (1972),
- pierwszy kieszonkowy kalkulator programowalny, HP-65 (1974),
- pierwszy kalkulator alfanumeryczny, programowalny, HP-41C (1979),
- HP wspólnie z koncernem Sony opracował i wprowadził na rynek 3,5" dyskietkę 1,44 MB i napęd do niej.

Podobnie jak kalkulatory, uznanie zyskały też oscyloskopy, analizatory logiczne i inne instrumenty pomiarowe, ze względu na swoją trwałość i dokładność. Filozofią przedsiębiorstwa w tym okresie było „tworzyć sprzęt dla gościa, który siedzi na krześle obok”.
Uważa się też, że to właśnie HP dała początek Dolinie Krzemowej.
Hewlett-Packard znana jest przede wszystkim z produkcji sprzętu komputerowego i elektronicznego, ale dostarcza też infrastrukturę informatyczną, rozwiązania w zakresie druku i przetwarzania obrazu.
Wśród znanych technologii opracowanych przez spółkę znajduje się odmiana Uniksa HP-UX oraz procesory PA-RISC, a także liczne usprawnienia w dziedzinie druku.

## Technologia i produkty HP
Hewlett-Packard to przede wszystkim producent drukarek, skanerów, aparatów cyfrowych, palmtopów, serwerów, stacji roboczych komputerów, oraz komputerów dla domu i małych przedsiębiorstw. Wiele komputerów osobistych i przenośnych w ofercie HP pochodzi z linii produkcyjnych firmy Compaq, która połączyła się z Hewlett-Packard w 2002 roku.
Imaging and Printing Group (IPG)
Dział HP IPG obecnie kierowany przez Vyomesha Joshi. Grupa jest wiodącym dostawcą systemów drukowania na całym świecie.
Personal Systems Group (PSG)

## Podział przedsiębiorstwa
W 2015 roku spółką Hewlett-Packard (HP) została podzielona na dwie niezależne spółki – Hewlett Packard Enterprise (HPE) oraz HP Inc. Pierwsza (HPE) oferuje rozwiązania IT dla korporacji, sprzedając im serwery, przestrzeń dyskową, usługi, oprogramowanie, a także działającą w chmurze platformę OpenStack Helion. Druga (HP Inc.) zajmuje się urządzeniami przeznaczonymi dla konsumentów i małych firm – przede wszystkim komputerami i drukarkami.
W Polsce HP Enterprise to ok. 90% dotychczasowych pracowników firmy HP Polska, czyli ok. 1000 osób. HP Inc. to pozostałe 100 osób.
W Polsce sektor działalności zostanie przejęty przez nową firmę o nazwie HP Inc Polska sp. z o.o., która pozostanie dostawcą produktów i usług HP związanych z drukiem i osobistymi rozwiązaniami komputerowymi. HP Inc Polska sp. z o.o. stała się częścią HP Inc. 1 listopada 2015 roku.

## HP w Polsce
HP działa w Polsce od 1991 r. Przedsiębiorstwo posiada w Polsce 3 lokalizacje: w Warszawie, Wrocławiu i Łodzi. Na początku lat 90. jej najważniejszymi produktami w Polsce były m.in. instrumenty medyczne. Potem do oferty dołączyły m.in. komputery Compaq, oprogramowanie biznesowe, usługi outsourcingowe, macierze, przełączniki. Wśród najważniejszych inwestycji jest Globalne Centrum Biznesowe HP we Wrocławiu, w którym obecnie zatrudnionych jest ponad 2 tys. specjalistów, obsługujących klientów z całego regionu EMEA. Według IDC, HP Polska jest czwartym największym pracodawcą w branży IT W Polsce.

### Najważniejsze wydarzenia HP w Polsce
- 1991 – uruchomienie oddziału Hewlett-Packard w Polsce
- 1995 – HP Polska zostaje największym przedsiębiorstwem IT w Polsce
- 2004 – w lipcu 2004 roku ówczesna prezes HP, Carly Fiorina odwiedza Polskę i spotyka się m.in. z ówczesnym prezydentem RP, Aleksandrem Kwaśniewskim.
- 2005 – otwarcie Globalnego Centrum Biznesowego HP we Wrocławiu, świadczącego usługi z zakresu finansów, HR, łańcucha dostaw i marketingu w 27 językach dla przedsiębiorstw zlokalizowanych w 55 krajach.Smartfon HP Elite x3

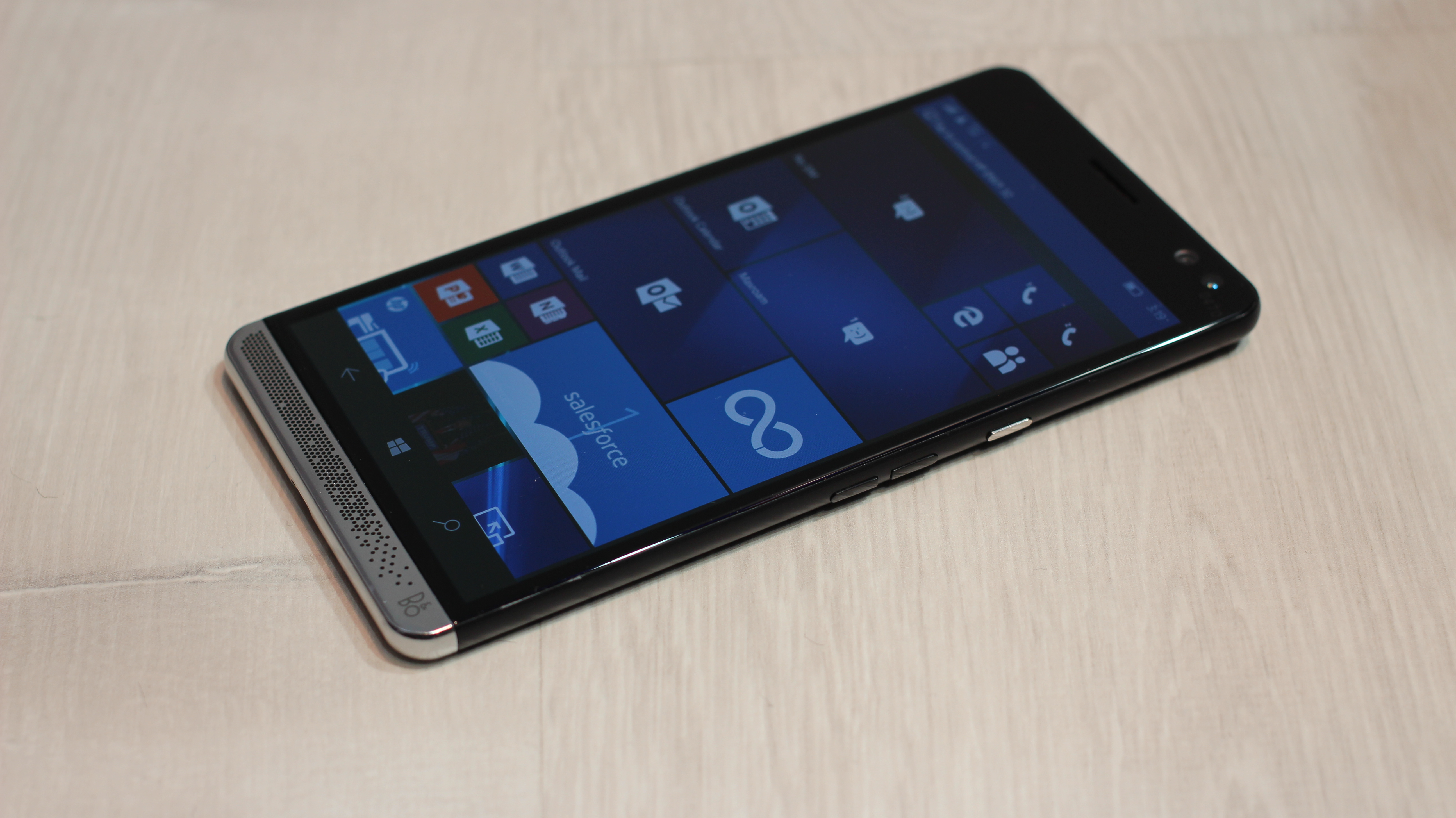
Smartfon HP Elite x3

- 2012 – otwarcie biura HP BPO w Łodzi.

### Najważniejsze projekty HP w Polsce
- Wymiana ponad 12 mln starych praw jazdy
- Budowa i utrzymanie systemu wspierającego dopłaty dla rolników
- System Informacyjny Schengen, umożliwiający obywatelom UE podróżowanie po Europie bez paszportów

### Kontrowersje
W styczniu 2012 CBA zatrzymało byłego dyrektora polskiego przedstawicielstwa HP w związku z korupcją w przetargach MSWiA.
W 2017 użytkownicy laptopów HP odkryli w fabrycznie zainstalowanym programie: „Touchpoint Analytics Client” gromadzenie dużej ilości danych o użytkowniku i wysyłanie ich na serwery HP. Bardzo widoczne jest duże obciążenie systemu, efektem którego jest pracowanie komputera na wyższych obrotach i szybsze zużywanie baterii. Program instaluje się bez pytania użytkownika o zgodę. HP ani Microsoft nie skomentowało sprawy.